# Roy van Dalen
Roy van Dalen (Paterswolde, 10 juli 1989) is een Nederlands voetballer. Als kind was hij lid van VV Actief en later van de jeugd en het beloftenteam van BV Veendam. In het seizoen 2008–2009 speelde hij twee keer voor deze club in de Eerste divisie. In een thuiswedstrijd tegen Excelsior kreeg hij een basisplaats omdat Michiel Hemmen en Serdar Öztürk geblesseerd waren. De uitwedstrijd tegen Fc Eindhoven stond hij wederom in de basis. Vanaf de zomer van 2010 speelde hij bij de amateurvereniging ACV. Zijn broer John van Dalen speelde al bij deze club. In de zomer van 2012 stapte Roy van Dalen over naar Oranje Nassau. Nu voetbalt hij bij VeV 67 uit Leek